# Ротаційно-поршневий насос

Трикулачковий ротаційно-поршневий насос

Ротаці́йно-поршневи́й насо́с(англ. lobe pump, rotary lobe pump) — ротаційний насос об'ємного типу, нагнітання у якому здійснюється завдяки синхронізованому обертанню двох поршневих (кулачкових) роторів (витискачів) у спеціально спрофільованому корпусі.

## Будова та принцип роботи
1. ротор 1
2. корпус
3. ротор 2

1. засмоктування
2. стиснення
3. нагнітання

Ротаційно-поршневий насос у дії

Приводний нагнітач типу «Roots» на двокулачкових роторах-витискачах
Позначення:

Анімована версія ротаційно-поршневого насоса типу «Roots»

За своєю конструкцією і принципом роботи ротаційно-поршневий насос близький до насоса шестернчастого типу, і у певному наближенні може вважатися його різновидом. Відмінність лише в тому, що у ротаційно-поршневому насосі ротори, що витискають рідину чи газ не стикаються між собою ні за яких умов, а їх взаємне положення синхронізується парою рівновеликих шестерень. Приведення у рух можливе через будь-який з двох роторів. Защільнення між роторами і стінками камери зазвичай забезпечується спеціальними пластинами, які можуть в ряді випадків бути відсутніми, якщо середовище перекачування та прецизійність спряжень деталей це дозволяють. Самі ротори можуть бути дво- або трикулачковими. Форма роторів не має єдиного універсального виду, але вона завжди проектується такою, щоб при обертанні роторів у будь-якому їх положенні між ними був практично відсутній зазор, крім мінімально допустимого.
Принцип роботи показано на ілюстраціях і, який нічим не відрізняється як для газів, так і для рідин. Середовище, яке перекачується, потрапляє у робочі камери, утворені між витискачами і корпусом, переноситься із зони засмоктування у зону нагнітання.

## Переваги та недоліки
Перевагами насоса є його незначна зношуваність, хороші показники об'ємного коефіцієнта корисної дії для газів. Практична відсутність тертьових поверхонь у робочій камері дає можливість досягнення високої продуктивності завдяки високій частоті обертання роторів.
Недоліком ротаційно-поршневого насоса у будь-якому виконанні є деяка нерівномірність подачі рідини / газу, що може призводити до відчутних пульсацій в трубопроводах. Через наявність зазорів між витискачами й корпусом забезпечуються відносно невеликі значення тисків.

## Застосування у техніці
Ротаційно-поршневі насоси можуть однаково добре працювати при перекачуванні газів, рідин (у тому числі з високою в'язкістю) та малотекучих пастоподібних матеріалів (наприклад, тісто чи сирна маса), хоча їхній ККД суттєво залежить від консистенції середовища перекачування. Як і шестеренчасті насоси, ротаційно-поршневі не придатні для перекачування абразивних субстанцій.
Застосовуються у харчовій промисловості для транспортування різних в'язко-текучих продуктів: патоки, повидла, згущеного молока, сиру. Застосовуються як повітряні компресори у системах наддування для форсування поршневих чотиритактних двигунів внутрішнього згоряння та продування двотактних. Одна з перших конструкцій ротаційно-поршневого насоса типу «Рутс» була запатентована у США у 1870 році і використовувалась для дуття повітря для підтримання високої температури горіння у доменних печах при виплавці чавуну. Згодом, ця конструкція знайшла застосування у системах наддування двигунів внутрішнього згоряння.